# 板橋明治
板橋 明治（いたばし めいじ、1921年6月25日 - 2014年12月24日）は、日本の公害の原点を確立
。群馬県山田郡毛里田村（現・太田市）に、農業を営む板橋家の長男として生まれる。郷里では足尾銅山の鉱毒による被害（足尾鉱毒事件）が続いた。
これに対して、毛里田村鉱毒根絶期成同盟会（のちの太田市毛里田地区鉱毒根絶期成同盟会＝渡良瀬川鉱毒根絶毛里田期成同盟会、渡良瀬川鉱毒根絶太田期成同盟会）会長（1962年より）として、河川汚染に関する日本初の水質基準値設定（経済企画庁告示第1号）（1968）、田中正造の時代以来の足尾鉱毒事件における加害者決定（1974）を達成、日本公害の原点を確立。
百年公害と言われた足尾鉱毒問題を解決に導き、幾多の指標的な成果を全国に提供したとされる。
渡良瀬川鉱毒根絶太田期成同盟会会長として鉱毒根絶を目指し活動した。

## 概略

板橋明治翁之像
（祈念鉱毒根絶碑のある地に建立）

1921年、群馬県山田郡毛里田村大字只上（現・太田市只上町）に、農業を営む板橋家の長男として生まれた。毛里田村の北側に、銅山と製錬所を擁する足尾山地を源流域とする渡良瀬川が、西から東へと流れている。その川は乳白色ににごり、毛里田の子供は川の水は、その色がもともとの川の水の色だと思って遊んだ。
旧制群馬県立太田中学校（現：群馬県立太田高等学校）を卒業し、家督を継ぐため群馬師範学校（現：群馬大学教育学部）に学び、卒業後教職に就く。太平洋戦争に際して軍隊に召集され、選ばれて幹部候補生として将校に任官陸軍中尉となる。戦後復員し農業に従事する。郷土における鉱毒根絶を期して1952年毛里田村村会議員、後に議長となる。毛里田村鉱毒根絶期成同盟会の立ち上げに積極的に関わり、1962年同会会長となる。
1967年太田市議会議員となり、渡良瀬川の水質基準決定に奔走する。毛里田地区産の米にカドミウムが検出され、1972年、提訴者971人の 筆頭代理人となり、鉱山の事業者である古河鉱業㈱　（現：古河機械金属㈱）を相手どり、総理府公害等調整委員会に調停の申立をおこなう。。2年後の1974年に、古河鉱業㈱に責任を認めさせ、15億5千万円の損害賠償を含む調停が成立し、これを農家の救済に当てた。
この申立に際して弁護士等に依頼せず、独学で活動を進めた。
またこの案件は、農作物補償金の非課税措置の先例を築いた。
更に調停の成果として企業と県との公害防止協定締結を義務付けた。
これらの成功を踏まえ桐生市、太田市韮川地区の被害農家989戸も続いて補償金取得により窮状を補助される道が開かれた。
板橋明治の不撓の学術的因果関係の調査と陳情運動の成果により、土壌中の汚染物質として銅を加えさせ、県営公害防除特別土地改良事業へと発展、1981年に渡良瀬川沿岸土地改良区を設立。理事長として尽力し、汚染農地360ヘクタールの改良と区画整理の施工により近代的水田を整備し、社会資本の充実を図った。
この土地改良費用について総工費の５１％を加害者の古河鉱業㈱（現：古河機械金属㈱）が負担し、被害農民の費用負担がゼロであった事は特筆すべき事となった。
記録映画として『鉱毒』（1976年）製作。
更に鉱毒根絶のための農民運動を史実として残すため、1995年より「鉱毒史」の執筆及び編纂を開始し、編纂委員会委員長として、2006年上巻、2013年に下巻を刊行した。
環境問題の解決の至難さを自ら運動の先頭に立って解決しつつ、現代社会に諮問、警告した事で全国に知られる。
板橋明治の人生の大半は環境保全に関わった。それは半世紀を超える活動であった。
出典：板橋明治翁像（太田市只上町）碑文　

## 略年表
- 1921年（大正10年）群馬県山田郡毛里田村大字只上 (現：太田市只上町)に生まれる
- 1939年（昭和14年）旧制群馬県立太田中学校（現：群馬県立太田高等学校）卒業
- 1941年（昭和16年）群馬師範（現：群馬大学教育学部）卒業、新田郡笠懸村国民学校及び青年学校奉職。
- 1942年（昭和17年）現役兵として歩兵第115連隊（高崎東部38部隊）入営。中国、ビルマ、ジャワ転戦、陸軍中尉。
- 1946年（昭和21年)  復員
- 1952年（昭和27年）～1959年（昭和34年）毛里田村村議会議員、同村会議長
- 1958年（昭和33年）足尾源五郎沢堆積場決壊　積極的に運動を立ち上げに関わり、鉱毒根絶農民大会(1,000余名)議長となり、鉱毒根絶毛里田期成同盟会副会長となる
- 1961年（昭和36年）～昭和59年（1984）毛里田村農業協同組合（合併後は中央農業同組合）理事
- 1962年（昭和37年）鉱毒根絶毛里田期成同盟会長となる
- 1967年（昭和42年）～昭和50年（1975）太田市市議会議員
- 1968年（昭和43年） 水質汚濁地域への渡良瀬川水域の指定と水質基準の設定が経済企画庁告示第1号となる（渡良瀬川の水質基準　灌漑期平均　流水銅0.06ppmと決まる　同盟会会長として交渉）
- 1972年（昭和47年）総理府公害審査会へ古河鉱業の足尾鉱毒賠償提訴　提訴者971人の 筆頭代理人となる（代理人ほか4名）
- 1974年（昭和49年）5月11日　公害賠償事件調停成立　日本公害の第1号（同盟会会長として交渉）
- 1976年（昭和51年）映画『鉱毒』制作
- 1976年（昭和51年） - 昭和60年（1985）　太田市中央農協副組合長

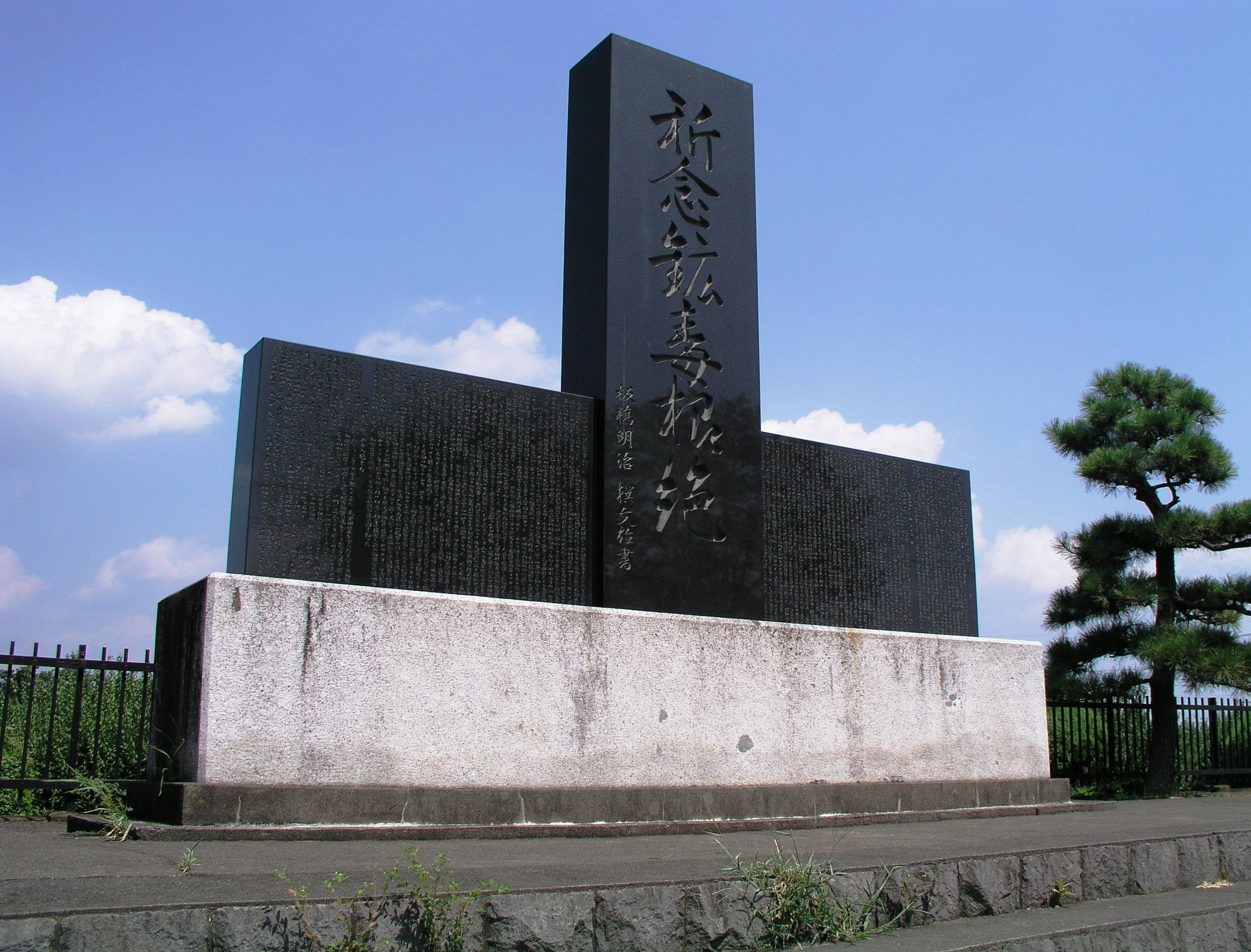
祈念鉱毒根絶の碑
●碑は農民の命である土の型として作り、鉱毒被害地である毛里田中央の地に1977年(昭和52年)建立（現：群馬県太田市只上町1167番地）
●敷地1,000㎡　南面にして周囲に築堤をめぐらし、赤城間知石で積上げ、高さ２ｍ、堤丁巾５ｍ、内庭は３方に総階段。主碑は南アフリカ共和国産ベルファスト、黒御影高さ3.5ｍ、巾１ｍ、厚さ50cm、重量約７ｔ、両袖も黒御影にて左右相形各々高さ１.2ｍ、巾１.8ｍ厚さ30cm、重量２.7ｔ台座の白御影は渡良瀬川上流沢入御影５.2ｍ（調停申請時の水田総面積520haに因む）高さ奥行き共１ｍ、重量約15ｔ
●主碑表は祈念鉱毒根絶碑とし、左右両袖には日本公害原点の意義と鉱毒とのたたかいの歴史と苦しみ、そして、根絶こそ今後にあると4115文字を以って訴えている。
●碑陰には渡良瀬川鉱毒農作物被害賠償調停事件申請者971名の自署による氏名が刻まれている。
●主碑陰には
「苦悩継ふまじ
されど史実ハ伝ふべし
受難百年また還ら須
根絶の日ぞ何時」とある
●板橋明治による撰文及び揮毫

- 1977年（昭和52年）「祈念鉱毒根絶」の碑建立　撰文及び揮毫する
- 1981年（昭和56年) - 平成11年（1999） 渡良瀬川沿岸土地改良区理事長
- 1993年（平成5年） - 平成10年（1998）自由民主党太田支部長
- 1994年（平成6年）毛里田、韮川鉱毒同盟会合併して渡良瀬川鉱毒根絶太田期成同盟会（組合員1,600名）となり、会長となって鉱毒根絶運動に尽力。
- 1995年（平成7年）『鉱毒史』編纂委員会委員長となって執筆及び編纂開始
- 1999年（平成11年）県営公害防除特別土地改良事業竣工記念碑建立　撰文及び揮毫する
- 1999年（平成11年)  板橋明治翁顕彰会により「板橋明治翁像」建立
- 2004年（平成16年)　新田義貞公顕彰会会長就任（平成25年8月名誉会長となる）
- 2006年（平成18年) 『鉱毒史』上巻刊行
- 2013年（平成25年) 『鉱毒史』下巻刊行
- 2014年（平成26年）12月24日　心不全により死去[4]　93歳

## 栄典
- 平成21年(2009)　 旭日双光章受章
- 平成26年(2014) 　従六位

## 作品・著作
- 映画「鉱毒」（16ミリ上下2巻　1時間40分）製作（1976）近隣市協賛 (桐生、足利、太田、館林、佐野、栃木、前橋各市にて上映)
- 「鉱毒史」上巻（1471ページ）（鉱毒史編纂委員会委員長）(2006)：非売品
- 「鉱毒史」下巻（1472～3015ページ）（鉱毒史編纂委員会委員長）(2013)：非売品　(上下巻共に国立図書館を初めとする公立図書館や環境問題を研究する大学等にて蔵書となる。又、オックスフォード大学、ケンブリッジ大学等へも研究の為渡る）

## 関連人物
●南瀬口六郎（みなせぐちろくろう）（1321～1358）は板橋明治の先祖（南瀬口姓は後に板橋姓に改姓）。南瀬口六郎は新田義貞の重臣として仕え、後に義貞の子、新田義興に従い武蔵国矢口の渡にて討ち死にした。東京都大田区にある十寄神社（十騎神社とも言う）及び妙蓮塚三体地蔵に祀られている。平賀源内（福内鬼外）作「神霊矢口渡」では南瀬六郎、南瀬六郎宗澄と言う。
出典：群馬県人名大事典（上毛新聞社）

●板橋定四郎（いたばしさだしろう）（1695〜1738）は板橋明治の8代前の先祖。只上村（現：群馬県太田市只上町）名主。板橋定四郎は青木昆陽が「蕃藷考」を徳川吉宗に提出するより2年早い1733年に群馬県においてサツマイモ栽培を成功させている。板橋定四郎の報告書の写し（1734）が岡山県で発見された。
出典：太田に光をあたえた先人たち（太田市教育委員会）

●荻野吟子（おぎのぎんこ）（1851～1913）日本公許女医第１号は、板橋明治の妻（板橋茂子）の曽祖父の姉。荻野吟子の実弟荻野益平は只上村、久保田シャウに婿入し久保田益平となる。益平の長女ラク（荻野吟子の姪）は毛里田村初代村長、板橋信次郎の長男へ嫁ぐ（板橋明治の同族）。ラクは板橋茂子の祖母。
出典：荻野吟子記念館資料

## 関連書籍
- 林えいだい『望郷　 鉱毒は消えず 』亜紀書房 （1972）
- 上毛新聞社『群馬県人名大事典 』上毛新聞社 （1982）
- 朝日新聞社『朝日人物事典 』朝日新聞社 （1990）
- 高崎哲郎『百折不撓 鉱毒の川はよみがえった―渡良瀬川鉱毒事件 板橋明治と父祖一世紀の苦闘 』信山社サイテック （2004）
- 林和也・毎日新聞社宇都宮支局『鉱毒に消えた谷中村 』 （2008）
- 下野新聞社『田中正造物語 』随想舎 （2010）